# Смурага Олександр Петрович
Олекса́ндр Петро́вич Смура́га (15 червня 1989 — 20 листопада 2017) — старший солдат Збройних сил України, учасник російсько-української війни.

## Життєпис
Народився 1989 року в селі Сонцеве (Устинівський район, Кіровоградська область). 1995 року залишився сиротою; останній рік проживав у Помічній (Добровеличківський район).
Мобілізований у 5-ту хвилю, від травня 2016 року служив за контрактом; старший солдат, стрілець-помічник гранатометника 10-го батальйону «Полісся» 59-ї бригади.
20 листопада 2017 року загинув внаслідок обстрілу позицій в районі села Павлопіль (Волноваський район) від численних кульових поранень (також повідомляли, що загинув від кулі снайпера).
Похований у місті Помічна.
Попрощалися з Олександром 23 листопада 2017 року у Помічній.
Без Олександра лишились дві сестри, двоє братів та цивільна дружина, її двоє діток від першого шлюбу, тітонька.

## Нагороди та вшанування
- указом Президента України № 98/2018 від 6 квітня 2018 року «за особисту мужність і самовіддані дії, виявлені у захисті державного суверенітету та територіальної цілісності України, зразкового виконання військового обов'язку» — нагороджений орденом «За мужність» III ступеня[1]